# Muzică de colecție, Vol. 68 – Phoenix
Muzică de colecție, Vol. 68 – Phoenix este o compilație ce conține piese din repertoriul formației Phoenix, lansată la data de 17 noiembrie 2008. Produsul a apărut sub formă de compact disc și a fost distribuit împreună cu ziarul Jurnalul Național într-un tiraj foarte mare (între 50.000 și 80.000 de exemplare). Compilația face parte din seria „Muzică de colecție / Recurs la România”, fiind editată cu colaborarea caselor de discuri Roton, Electrecord și Phoenix Records. Conținutul discului acoperă mai multe perioade de activitate din istoria grupului timișorean, incluzând piese extrase de pe următoarele CD-uri: SymPhoenix/Timișoara (1992), Aniversare 35 (1997), Vremuri, anii 60... (1998), Mugur de fluier (1999), În umbra marelui U.R.S.S. (2003) și Baba Novak (2005). Coperta este compusă din opt imagini stilizate ce îi înfățișează pe membrii care, la momentul apariției acestui disc, făceau parte din formație: Nicolae Covaci, Mony Bordeianu, Ovidiu Lipan, Volker Vaessen, Dzidek Marcinkiewicz, Ionuț Contraș, Cristi Gram și Bogdan Bradu. CD-ul a fost însoțit de un supliment de 24 de pagini, dedicat formației.

## Piese
1. Vremuri Vremuri, anii 60... (1998)
2. Nebunul cu ochii închiși Vremuri, anii 60... (1998)
3. Floarea stâncilor Vremuri, anii 60... (1998)
4. Ar vrea un eschimos Vremuri, anii 60... (1998)
5. Mugur de fluier Mugur de fluier (1999)
6. Strunga Mugur de fluier (1999)
7. Fată verde SymPhoenix/Timișoara (1992)
8. Mica țiganiadă Mugur de fluier (1999)
9. Tamara SymPhoenix/Timișoara (1992)
10. Orujo Baba Novak (2005)
11. To My Brothers... Baba Novak (2005)
12. Hăituit Baba Novak (2005)
13. Fluier în cer Baba Novak (2005)
14. Pasărea de foc Baba Novak (2005)
15. În umbra marelui U.R.S.S. În umbra marelui U.R.S.S. (2003)
16. Baba Novak Baba Novak (2005)
17. Apocalipsă Baba Novak (2005)
18. De-a lungul..., Sârba-n căruță, Ciocârlia Aniversare 35 (1997)